# Зубрівка (село)
Зу́брівка — село в Україні, у Кам'янець-Подільському районі Хмельницької області.

## Географія
Село Зубрівка розташовується на річці Смотрич між селами Цибулівка та Панівці. Відстань до Кам'янця-Подільського автодорогами 6 кілометрів.

### Клімат
Зубрівка знаходиться в межах вологого континентального клімату з теплим літом.

## Історія
Перша згадка про село 1401 році.
У XVI столітті на основі грамоти князів Коріятовичів місто Кам'янець-Подільський розпочало судовий процес проти власників низки сіл, суміжних із містом, за право володіння землями. Серед цих сіл бачимо село Зубрівку. Процес розтягнувся на чотири століття. Останній документ цього процесу датовано 1889 роком. Місту так і не вдалося відсудити землі, надані йому грамотою князів Коріятовичів .
На початку XX століття через Зубрівку планувалось прокласти залізницю, яка з'єднала б Росію з Австро-Угорщиною. Через Смотрич навіть почали зводити залізничний міст. Але грянула Перша світова війна й про колишні плани глобалізації Європи зараз нагадують лише височенні опори.
Внаслідок поразки визвольних змагань на початку XX століття, село надовго окуповане російсько-більшовицькими загарбниками.
Радянська окупація принесла колективізацію та розкуркулення, мешканці села зазнали репресій.
В 1932–1933 селяни села пережили сталінський голодомор.
З 1991 року в складі незалежної України.
З 14 серпня 2017 року шляхом об'єднання сільських рад, село увійшло до складу Слобідсько-Кульчієвецької сільської громади.

## Населення
Населення становить 57 осіб за переписом 2001 року.

### Мова
У селі поширені західноподільська говірка та південноподільська говірка, що відносяться до подільського говору, який належить до південно-західного наріччя.

## Відомі люди

### Народилися
- Михайло Леонтійович Боровський (1891—1989) — фахівець у галузі бджільництва й садівництва.

## Цікаві факти
- Назва села сильно перегукується з назвою відомого бренду алкоголю «Зубрівка».